# Robert Foedrich
Robert Franciszek Wojciech Foedrich, pierw. Födrich (ur. 1 września 1829 w Sanoku) – urzędnik.

## Życiorys
Urodził się 1 września 1829 w Sanoku jako Robert Franciszek Wojciech Födrich. Był synem pochodzącego z ziemi czeskiej Wojciecha (c. k. urzędnik terytorialny i sądowy, burmistrz Sanoka) i Marii z domu Hessel de Ehrenfeld.
W okresie zaboru austriackiego po wstąpieniu do służby krajowej pracował w charakterze adiunkta kolejno w c. k. urzędzie obwodowym w Starej Soli od około 1858, w c. k. urzędzie obwodowym w Niemirowie od około 1859, w c. k. politycznym urzędzie obwodowym w Tarnowie od około 1865, gdzie od około 1866 do około 1868 był komisarzem 2 klasy. Następnie, po wprowadzeniu autonomii galicyjskiej w tym samym charakterze około 1868-1869 był kierownikiem urzędu starostwa c. k. powiatu krośnieńskiego wobec nieobsadzenia posady starosty.
Od około 1869 do około 1871 był komisarzem powiatowym w urzędzie starostwa c. k. powiatu brzozowskiego. Równolegle, około 1870-1871 pełnił funkcję zastępcy prezydującego tamtejszej C. K. Powiatowej Komisji Szacunkowej. Od około 1871 do około 1872 był komisarzem powiatowym w urzędzie starostwa c. k. powiatu jarosławskiego. W tym czasie analogicznie pełnił funkcję zastępcy prezydującego miejscowej C. K. Powiatowej Komisji Szacunkowej. Od około 1872 do około 1876 był komisarzem powiatowym w urzędzie starostwa c. k. powiatu przemyskiego. W całym tym okresie był komisarzem rządowym w Kasie Oszczędności w Przemyślu, a ponadto około 1873-1874 pełnił funkcję zastępcy prezydującego miejscowej C. K. Powiatowej Komisji Szacunkowej, a około 1875-1877 był członkiem oddziału przemysko-mościsko-jaworowsko-bireckiego C. K. Galicyjskiego Towarzystwa Gospodarskiego.
Następnie ponownie trafił do urzędu starostwa c. k. powiatu brzozowskiego, gdzie od około 1876 pracował w charakterze komisarza powiatowego pełnił funkcję zastępcy starosty wobec nieobsadzenia posady starosty, w czerwcu 1877 został mianowany starostą tamże i sprawował stanowisko do 1883. W tych latach był prezydującym C. K. Powiatowej Komisji Szacunkowej w Brzozowie. Od około 1883 do 1888 był starostą c. k. powiatu bialskiego. Jako delegat C. K. Rządu od około 1886 do około 1888 pełnił funkcję kuratora Krajowej Niższej Szkoły Rolniczej w Kobierzycach. Po upływie prawie 42-letniej pracy reskryptem z 3 lipca 1888 został przeniesiony w stan spoczynku (była to jego własna wersja, a według doniesień prasowych został wtedy zawieszony).
Około 1880 otrzymał tytuły honorowego obywatelstwa Brzozowa i Dynowa. Około 1884 został odznaczony Medalem Wojennym.